# Tekokota
Tekokota è un atollo appartenente all'arcipelago delle Isole Tuamotu nella Polinesia Francese. È situato vicino al centro geografico dell'arcipelago.

## Geografia
Tekokota è uno dei più piccoli atolli delle isole Tuamotu. La sua superficie emersa è di soli 0,9 km².
La sua forma è approssimativamente ovale e misura 5 km in lunghezza per 3,5 km in larghezza. La superficie della poco profonda laguna centrale è di 5,1 km².
L'atollo Tekokota è disabitato. La terra emersa più vicina a Tekokota è l'atollo Hikueru, 22 km a sud.

## Storia
Tekokota fu avvistato per la prima volta da James Cook nel 1773. Egli chiamò l'atollo Doubtful (Dubbioso).
Mesi più tardi l'esploratore spagnolo José de Andía chiamò quest'atollo La del Peligro (La Pericolosa).
Pochi giorni dopo, un altro navigatore spagnolo, Domingo de Boenechea, avvistò Tekokota dalla nave Aguila. Egli diede a questo atollo il nome Los Mártires.

## Amministrazione
Tekokota fa parte del comune di Hikueru, che comprende gli atolli di Hikueru, Marokau, Ravahere, Reitoru e Tekokota.